# Leda (Tetmajer)

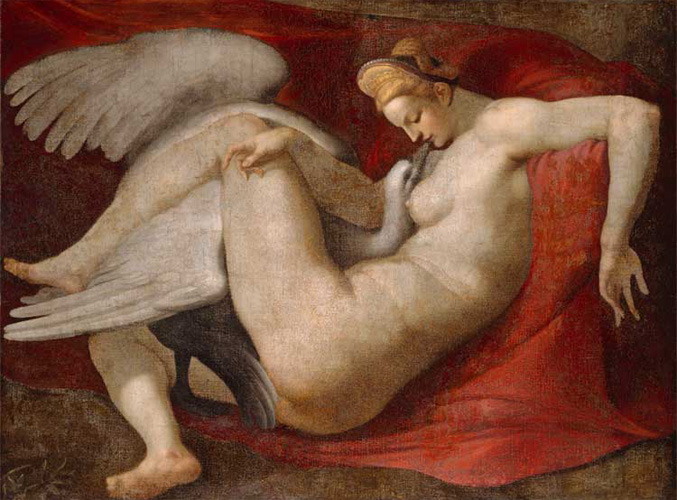
Szesnastowieczna kopia obrazu Michała Anioła

Leda – wiersz młodopolskiego poety Kazimierza Przerwy-Tetmajera, opublikowany w tomiku Poezje. Seria druga w 1894. Utwór jest napisany klasyczną tercyną, czyli strofą trójwersową rymowaną aba bcb cdc..., układaną jedenastozgłoskowcem, popularną w poezji polskiej przełomu wieków XIX i XX.
Czy znacie Ledę Michała Anioła
w skrzydłach łabędzia z rozkoszy mdlejącą,
nagą z diademem u boskiego czoła?
Świat cały piersią oddycha gorącą,
cicho – – i tylko dalekiego morza
słychać gdzieś falę o falę dzwoniącą.
Kaskady blasku rzuca słońca zorza,
jak opar z wody, woń wznosi się z kwiatów
i mgłą rozwiewną płynie na przestworza.
Utwór został zainspirowany obrazem Michała Anioła, zaginionym, ale znanym z wielu kopii, przedstawiającym Ledę z łabędziem, którego postać przybrał bóg Zeus. Z tego związku narodziło się czworo dzieci, w tym herosi Kastor i Polluks. Wiersz wyraża fascynację autora mitologią grecką i sztuką włoskiego renesansu.